# Трощин (Україна)
Тро́щин — село в Україні, у Черкаському районі Черкаської області, підпорядковане Бобрицькій сільській громаді. Назва, ймовірно, пов'язана з поміщиками Трощинськими. Раніше в селі знаходилась церква Великомучениці Варвари. Населення 89 осіб (2007).

## Населення

### Мова
Розподіл населення за рідною мовою за даними перепису 2001 року:
| Мова       | Кількість | Відсоток |
| ---------- | --------- | -------- |
| українська | 89        | 100%     |